# 安原弘展
安原 弘展（やすはら　ひろのぶ、1951年12月28日 - ）は、日本の実業家。ワコール社長や、ワコールホールディングス社長を務めた。

## 経歴
岡山県真庭市出身。金光学園高等学校を経て、1975年同志社大学商学部卒業、ワコール入社。営業担当が長く、中国などアジアでの事業展開を手がけた。2006年取締役に昇格。2011年社長。2018年、創業家以外の出身者として初めてワコールホールディングス社長に就任。2022年ワコール社長を兼任。業績不振の責任を取り、2023年4月にワコール社長を、6月にワコールホールディングス社長を退任。両社ともに取締役からも退任した。